# 영등포구의 행정 구역
영등포구의 행정 구역은 18개동 574통 4,828반으로 구성되어 있다. 영등포구의 면적은 24.56 km2이며, 2012년 5월 1일을 기준으로 인구는 395,589명, 168,255 세대이다.

## 행정 구역

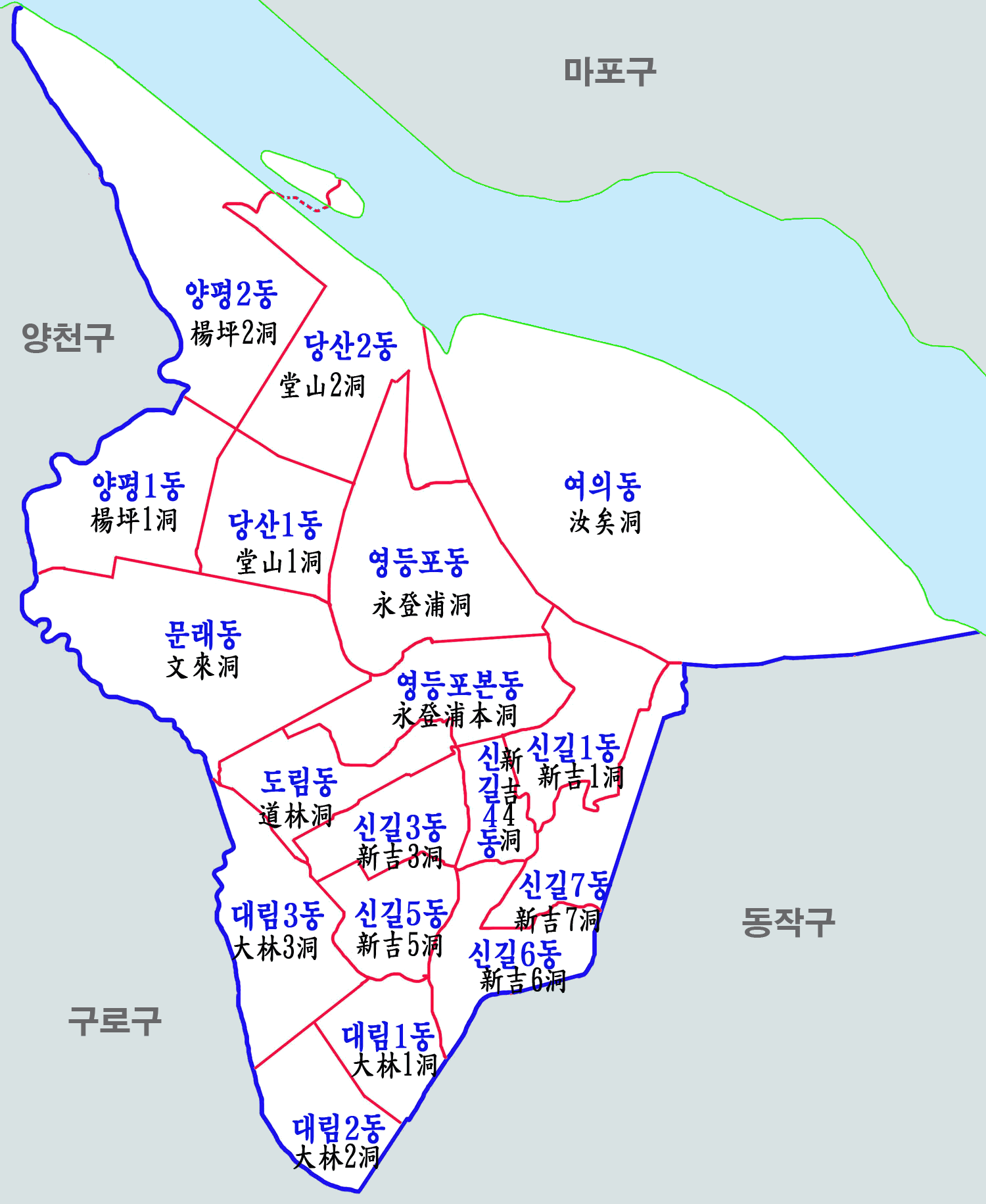
영등포구의 행정동

| 행정동     | 한자       | 면적  | 세대    | 인구    |
| ---------- | ---------- | ----- | ------- | ------- |
| 영등포본동 | 永登浦本洞 | 1.02  | 11,076  | 25,501  |
| 영등포동   | 永登浦洞   | 1.26  | 10,809  | 19,289  |
| 여의동     | 汝矣洞     | 8.40  | 12,591  | 33,952  |
| 당산제1동  | 堂山第1洞  | 0.75  | 9,473   | 21,172  |
| 당산제2동  | 堂山第2洞  | 1.55  | 13,978  | 34,007  |
| 도림동     | 道林洞     | 0.89  | 8,881   | 18,779  |
| 문래동     | 文來洞     | 1.49  | 12,456  | 32,547  |
| 양평제1동  | 楊坪第1洞  | 0.88  | 7,338   | 17,341  |
| 양평제2동  | 楊坪第2洞  | 3.00  | 8,718   | 22,156  |
| 신길제1동  | 新吉第1洞  | 0.66  | 10,003  | 21,021  |
| 신길제3동  | 新吉第3洞  | 0.48  | 7,081   | 17,058  |
| 신길제4동  | 新吉第4洞  | 0.35  | 5,620   | 12,961  |
| 신길제5동  | 新吉第5洞  | 0.47  | 7,352   | 16,992  |
| 신길제6동  | 新吉第6洞  | 0.68  | 9,705   | 23,547  |
| 신길제7동  | 新吉第7洞  | 0.64  | 6,033   | 15,743  |
| 대림제1동  | 大林第1洞  | 0.49  | 7,377   | 16,921  |
| 대림제2동  | 大林第2洞  | 0.55  | 8,059   | 17,839  |
| 대림제3동  | 大林第3洞  | 1.00  | 11,705  | 28,763  |
| 영등포구   | 永登浦區   | 24.56 | 168,255 | 395,589 |

## 개요

영등포구의 법정동

| 행정동     | 법정동                   | 설명 |
| ---------- | ------------------------ | --- |
| 영등포동   | 영등포동1가(永登浦洞1街) | 영등포동(永登浦洞)은 조선시대에는 경기도 금천현(衿川縣) 하북면에 속하였다. 1914년 시흥군 하북면 하방하곶리(下方下串里)와 중종리(重宗里)를 합쳐 북면 영등포리로 불렀고, 1917년 신설된 영등포면 영등포리가 되었다. 1931년 영등포읍 영등포리로 바뀌었고, 1936년 경성부에 편입되면서 영등포정(永登浦町)이 되었다가 1946년 영등포동으로 개칭하였다. |
| 영등포동   | 영등포동2가(永登浦洞2街) | 영등포동(永登浦洞)은 조선시대에는 경기도 금천현(衿川縣) 하북면에 속하였다. 1914년 시흥군 하북면 하방하곶리(下方下串里)와 중종리(重宗里)를 합쳐 북면 영등포리로 불렀고, 1917년 신설된 영등포면 영등포리가 되었다. 1931년 영등포읍 영등포리로 바뀌었고, 1936년 경성부에 편입되면서 영등포정(永登浦町)이 되었다가 1946년 영등포동으로 개칭하였다. |
| 영등포동   | 영등포동3가(永登浦洞3街) | 영등포동(永登浦洞)은 조선시대에는 경기도 금천현(衿川縣) 하북면에 속하였다. 1914년 시흥군 하북면 하방하곶리(下方下串里)와 중종리(重宗里)를 합쳐 북면 영등포리로 불렀고, 1917년 신설된 영등포면 영등포리가 되었다. 1931년 영등포읍 영등포리로 바뀌었고, 1936년 경성부에 편입되면서 영등포정(永登浦町)이 되었다가 1946년 영등포동으로 개칭하였다. |
| 영등포동   | 영등포동4가(永登浦洞4街) | 영등포동(永登浦洞)은 조선시대에는 경기도 금천현(衿川縣) 하북면에 속하였다. 1914년 시흥군 하북면 하방하곶리(下方下串里)와 중종리(重宗里)를 합쳐 북면 영등포리로 불렀고, 1917년 신설된 영등포면 영등포리가 되었다. 1931년 영등포읍 영등포리로 바뀌었고, 1936년 경성부에 편입되면서 영등포정(永登浦町)이 되었다가 1946년 영등포동으로 개칭하였다. |
| 영등포동   | 영등포동5가(永登浦洞5街) | 영등포동(永登浦洞)은 조선시대에는 경기도 금천현(衿川縣) 하북면에 속하였다. 1914년 시흥군 하북면 하방하곶리(下方下串里)와 중종리(重宗里)를 합쳐 북면 영등포리로 불렀고, 1917년 신설된 영등포면 영등포리가 되었다. 1931년 영등포읍 영등포리로 바뀌었고, 1936년 경성부에 편입되면서 영등포정(永登浦町)이 되었다가 1946년 영등포동으로 개칭하였다. |
| 영등포동   | 영등포동6가(永登浦洞6街) | 영등포동(永登浦洞)은 조선시대에는 경기도 금천현(衿川縣) 하북면에 속하였다. 1914년 시흥군 하북면 하방하곶리(下方下串里)와 중종리(重宗里)를 합쳐 북면 영등포리로 불렀고, 1917년 신설된 영등포면 영등포리가 되었다. 1931년 영등포읍 영등포리로 바뀌었고, 1936년 경성부에 편입되면서 영등포정(永登浦町)이 되었다가 1946년 영등포동으로 개칭하였다. |
| 영등포동   | 영등포동7가(永登浦洞7街) | 영등포동(永登浦洞)은 조선시대에는 경기도 금천현(衿川縣) 하북면에 속하였다. 1914년 시흥군 하북면 하방하곶리(下方下串里)와 중종리(重宗里)를 합쳐 북면 영등포리로 불렀고, 1917년 신설된 영등포면 영등포리가 되었다. 1931년 영등포읍 영등포리로 바뀌었고, 1936년 경성부에 편입되면서 영등포정(永登浦町)이 되었다가 1946년 영등포동으로 개칭하였다. |
| 영등포동   | 영등포동8가(永登浦洞8街) | 영등포동(永登浦洞)은 조선시대에는 경기도 금천현(衿川縣) 하북면에 속하였다. 1914년 시흥군 하북면 하방하곶리(下方下串里)와 중종리(重宗里)를 합쳐 북면 영등포리로 불렀고, 1917년 신설된 영등포면 영등포리가 되었다. 1931년 영등포읍 영등포리로 바뀌었고, 1936년 경성부에 편입되면서 영등포정(永登浦町)이 되었다가 1946년 영등포동으로 개칭하였다. |
| 영등포본동 | 영등포동(永登浦洞)       | 영등포동(永登浦洞)은 조선시대에는 경기도 금천현(衿川縣) 하북면에 속하였다. 1914년 시흥군 하북면 하방하곶리(下方下串里)와 중종리(重宗里)를 합쳐 북면 영등포리로 불렀고, 1917년 신설된 영등포면 영등포리가 되었다. 1931년 영등포읍 영등포리로 바뀌었고, 1936년 경성부에 편입되면서 영등포정(永登浦町)이 되었다가 1946년 영등포동으로 개칭하였다. |
| 영등포본동 | 신길동(新吉洞)           | 조선시대에는 경기도 금천현(衿川縣) 하북면 신길리였다. 1914년 시흥군 북면(北面) 신길리였다가 1936년 경성부에 편입되면서 신길정(新吉町)이라고 하였다. 1946년 영등포구 관할이 되었다. |
| 신길제1동  | 〃                       | 조선시대에는 경기도 금천현(衿川縣) 하북면 신길리였다. 1914년 시흥군 북면(北面) 신길리였다가 1936년 경성부에 편입되면서 신길정(新吉町)이라고 하였다. 1946년 영등포구 관할이 되었다. |
| 신길제3동  | 〃                       | 조선시대에는 경기도 금천현(衿川縣) 하북면 신길리였다. 1914년 시흥군 북면(北面) 신길리였다가 1936년 경성부에 편입되면서 신길정(新吉町)이라고 하였다. 1946년 영등포구 관할이 되었다. |
| 신길제4동  | 〃                       | 조선시대에는 경기도 금천현(衿川縣) 하북면 신길리였다. 1914년 시흥군 북면(北面) 신길리였다가 1936년 경성부에 편입되면서 신길정(新吉町)이라고 하였다. 1946년 영등포구 관할이 되었다. |
| 신길제5동  | 〃                       | 조선시대에는 경기도 금천현(衿川縣) 하북면 신길리였다. 1914년 시흥군 북면(北面) 신길리였다가 1936년 경성부에 편입되면서 신길정(新吉町)이라고 하였다. 1946년 영등포구 관할이 되었다. |
| 신길제6동  | 〃                       | 조선시대에는 경기도 금천현(衿川縣) 하북면 신길리였다. 1914년 시흥군 북면(北面) 신길리였다가 1936년 경성부에 편입되면서 신길정(新吉町)이라고 하였다. 1946년 영등포구 관할이 되었다. |
| 신길제7동  | 〃                       | 조선시대에는 경기도 금천현(衿川縣) 하북면 신길리였다. 1914년 시흥군 북면(北面) 신길리였다가 1936년 경성부에 편입되면서 신길정(新吉町)이라고 하였다. 1946년 영등포구 관할이 되었다. |
| 여의동     | 여의도동(汝矣島洞)       | 연희면 여의도와 서강면 율도는 1914년 행정구역 통폐합시 고양군 용강면 여율리가 되었다. 1936년 경성부에 여의도정으로 편입되어 영등포출장소에 들면서 현재까지 영등포구와 함께 하였다. 서강대교, 마포대교, 원효대교가 놓여 있다. 조선시대에 여의도동은 한성부 연희방에 소속되었으며, 목마장으로서의 기능을 담당하였다. 현재 서쪽에는 국회의사당이 있으며, 동쪽에는 전국경제인연합회, 증권거래소, 한국방송공사 등이 위치하고 있어 한국의 정치, 금융, 언론 등 중심지 역할을 하고 있다. 63빌딩, LG트윈타워, 서울국제금융센터, 파크원 같은 고층건물이 많다. 여의도공원이 있으며, 지하철 역으로는 여의도역과 여의나루역, 그리고 샛강역 이 있다. 매년 봄에 윤중로에서 벚꽃 축제가 열린다. |
| 당산제1동  | 당산동1가(堂山洞1街)     | 조선시대에는 경기도 시흥군 상북면에 속하였다. 1914년 시흥군 북면 당산리라 하였고, 1936년 경성부에 편입되면서 당산정으로 바뀌었다. 1945년 영등포구 관할로 되었고, 1946년 당산동으로 바뀌었다. |
| 당산제1동  | 당산동2가(堂山洞2街)     | 조선시대에는 경기도 시흥군 상북면에 속하였다. 1914년 시흥군 북면 당산리라 하였고, 1936년 경성부에 편입되면서 당산정으로 바뀌었다. 1945년 영등포구 관할로 되었고, 1946년 당산동으로 바뀌었다. |
| 당산제1동  | 당산동3가(堂山洞3街)     | 조선시대에는 경기도 시흥군 상북면에 속하였다. 1914년 시흥군 북면 당산리라 하였고, 1936년 경성부에 편입되면서 당산정으로 바뀌었다. 1945년 영등포구 관할로 되었고, 1946년 당산동으로 바뀌었다. |
| 당산제2동  | 당산동4가(堂山洞4街)     | 조선시대에는 경기도 시흥군 상북면에 속하였다. 1914년 시흥군 북면 당산리라 하였고, 1936년 경성부에 편입되면서 당산정으로 바뀌었다. 1945년 영등포구 관할로 되었고, 1946년 당산동으로 바뀌었다. |
| 당산제2동  | 당산동5가(堂山洞5街)     | 조선시대에는 경기도 시흥군 상북면에 속하였다. 1914년 시흥군 북면 당산리라 하였고, 1936년 경성부에 편입되면서 당산정으로 바뀌었다. 1945년 영등포구 관할로 되었고, 1946년 당산동으로 바뀌었다. |
| 당산제2동  | 당산동6가(堂山洞6街)     | 조선시대에는 경기도 시흥군 상북면에 속하였다. 1914년 시흥군 북면 당산리라 하였고, 1936년 경성부에 편입되면서 당산정으로 바뀌었다. 1945년 영등포구 관할로 되었고, 1946년 당산동으로 바뀌었다. |
| 당산제2동  | 당산동(堂山洞)           | 조선시대에는 경기도 시흥군 상북면에 속하였다. 1914년 시흥군 북면 당산리라 하였고, 1936년 경성부에 편입되면서 당산정으로 바뀌었다. 1945년 영등포구 관할로 되었고, 1946년 당산동으로 바뀌었다. |
| 도림동     | 도림동(道林洞)           | 조선시대에는 경기도 금천현(衿川縣) 상북면 도야미리(道也味里)로 불렸다. 1914년 시흥군 북면을 설치한 뒤 도야미리를 도림리로 바꾸어 북면에 소속시켰다. 1936년 경성부에 편입되면서 도림정(道林町)이라 하였고, 1946년 도림동과 사옥동(絲屋洞, 현재의 문래동)으로 나뉘었다. |
| 문래동     | 문래동1가(文來洞1街)     | 일제 강점기 도림정에 속한 지역 중 일부를 1946년 영등포구 사옥동(絲屋洞)으로 불리다가 1952년 지금의 동으로 이름이 바뀌었다. |
| 문래동     | 문래동2가(文來洞2街)     | 일제 강점기 도림정에 속한 지역 중 일부를 1946년 영등포구 사옥동(絲屋洞)으로 불리다가 1952년 지금의 동으로 이름이 바뀌었다. |
| 문래동     | 문래동3가(文來洞3街)     | 일제 강점기 도림정에 속한 지역 중 일부를 1946년 영등포구 사옥동(絲屋洞)으로 불리다가 1952년 지금의 동으로 이름이 바뀌었다. |
| 문래동     | 문래동4가(文來洞4街)     | 일제 강점기 도림정에 속한 지역 중 일부를 1946년 영등포구 사옥동(絲屋洞)으로 불리다가 1952년 지금의 동으로 이름이 바뀌었다. |
| 문래동     | 문래동5가(文來洞5街)     | 일제 강점기 도림정에 속한 지역 중 일부를 1946년 영등포구 사옥동(絲屋洞)으로 불리다가 1952년 지금의 동으로 이름이 바뀌었다. |
| 문래동     | 문래동6가(文來洞6街)     | 일제 강점기 도림정에 속한 지역 중 일부를 1946년 영등포구 사옥동(絲屋洞)으로 불리다가 1952년 지금의 동으로 이름이 바뀌었다. |
| 양평제1동  | 양평동1가(楊坪洞1街)     | 조선시대에는 경기도 금천현(衿川縣) 상북면 양평리였다. 1914년 시흥군 북면(北面) 양평리에 속하였다가 1936년 경성부에 편입되면서 양화정(楊花町)이 되었고, 1946년 영등포구 양평동으로 바뀌었다. |
| 양평제1동  | 양평동2가(楊坪洞2街)     | 조선시대에는 경기도 금천현(衿川縣) 상북면 양평리였다. 1914년 시흥군 북면(北面) 양평리에 속하였다가 1936년 경성부에 편입되면서 양화정(楊花町)이 되었고, 1946년 영등포구 양평동으로 바뀌었다. |
| 양평제1동  | 양평동3가(楊坪洞3街)     | 조선시대에는 경기도 금천현(衿川縣) 상북면 양평리였다. 1914년 시흥군 북면(北面) 양평리에 속하였다가 1936년 경성부에 편입되면서 양화정(楊花町)이 되었고, 1946년 영등포구 양평동으로 바뀌었다. |
| 양평제2동  | 〃                       | 조선시대에는 경기도 금천현(衿川縣) 상북면 양평리였다. 1914년 시흥군 북면(北面) 양평리에 속하였다가 1936년 경성부에 편입되면서 양화정(楊花町)이 되었고, 1946년 영등포구 양평동으로 바뀌었다. |
| 양평제2동  | 양평동4가(楊坪洞4街)     | 조선시대에는 경기도 금천현(衿川縣) 상북면 양평리였다. 1914년 시흥군 북면(北面) 양평리에 속하였다가 1936년 경성부에 편입되면서 양화정(楊花町)이 되었고, 1946년 영등포구 양평동으로 바뀌었다. |
| 양평제2동  | 양평동5가(楊坪洞5街)     | 조선시대에는 경기도 금천현(衿川縣) 상북면 양평리였다. 1914년 시흥군 북면(北面) 양평리에 속하였다가 1936년 경성부에 편입되면서 양화정(楊花町)이 되었고, 1946년 영등포구 양평동으로 바뀌었다. |
| 양평제2동  | 양평동6가(楊坪洞6街)     | 조선시대에는 경기도 금천현(衿川縣) 상북면 양평리였다. 1914년 시흥군 북면(北面) 양평리에 속하였다가 1936년 경성부에 편입되면서 양화정(楊花町)이 되었고, 1946년 영등포구 양평동으로 바뀌었다. |
| 양평제2동  | 양평동(楊坪洞)           | 조선시대에는 경기도 금천현(衿川縣) 상북면 양평리였다. 1914년 시흥군 북면(北面) 양평리에 속하였다가 1936년 경성부에 편입되면서 양화정(楊花町)이 되었고, 1946년 영등포구 양평동으로 바뀌었다. |
| 양평제2동  | 양화동(楊花洞)           | 조선시대에는 경기도 양천군(陽川郡) 남산면(南山面) 양화리이었다가 1914년 행정구역 통폐합에 따라 경기도 김포군 양동면(楊東面) 양화리가 되었다. 1936년 4월 경성부의 확장으로 경성부에 편입되면서 영등포출장소 양화정(楊花町)이 되었다가 1943년 6월 영등포구역소 양화정이 되었다. 1946년 10월 일제 잔재 청산의 일환으로 정(町)을 동(洞)으로 고칠 때 영등포구 양화동이 되었다. |
| 대림제1동  | 대림동(大林洞)           | 조선시대에는 경기도 금천현(衿川縣) 상북면 도야미리(道也味里) 지역이었다. 1914년 시흥군 북면 도림리에 속하였고, 1936년 도림리 중 일부는 경성부에 편입되어 도림정이 되고 나머지는 시흥군 동면 도림리로 바뀌었다. 1949년 영등포구에 편입되면서 도림리가 신도림동으로 바뀌었고, 1980년 신도림동 일부는 구로구 신도림동으로, 나머지 신도림동은 영등포구 대림동으로 속하게 되었다. |
| 대림제2동  | 대림동(大林洞)           | 조선시대에는 경기도 금천현(衿川縣) 상북면 도야미리(道也味里) 지역이었다. 1914년 시흥군 북면 도림리에 속하였고, 1936년 도림리 중 일부는 경성부에 편입되어 도림정이 되고 나머지는 시흥군 동면 도림리로 바뀌었다. 1949년 영등포구에 편입되면서 도림리가 신도림동으로 바뀌었고, 1980년 신도림동 일부는 구로구 신도림동으로, 나머지 신도림동은 영등포구 대림동으로 속하게 되었다. |
| 대림제3동  | 대림동(大林洞)           | 조선시대에는 경기도 금천현(衿川縣) 상북면 도야미리(道也味里) 지역이었다. 1914년 시흥군 북면 도림리에 속하였고, 1936년 도림리 중 일부는 경성부에 편입되어 도림정이 되고 나머지는 시흥군 동면 도림리로 바뀌었다. 1949년 영등포구에 편입되면서 도림리가 신도림동으로 바뀌었고, 1980년 신도림동 일부는 구로구 신도림동으로, 나머지 신도림동은 영등포구 대림동으로 속하게 되었다. |

## 역사
- 1943년 6월 10일 출장소를 대체하여, 경기도 경성부 영등포구역소가 설치되었다.[2] 양화정에 영등포구역소가 있었다. (관할구역: 당산정·영등포정·여의도정·도림정·신길정·양화정·양평정·본동정·노량진정·상도정·흑석정·동작정)
- 1946년 서울시 영등포구로 명칭이 변경되었다. 이 때의 관할 구역은 당산동, 사옥동(현재의 문래동), 신길동, 양평동, 양화동, 영등포동, 도림동, 여의도동, 노량진동, 상도동, 본동, 흑석동, 동작동으로서 현재의 영등포구의 관할 구역과 대체로 일치한다. 구역소는 구청으로, 구장은 구청장으로, "정"은 "동"으로 개칭하였다.
- 1949년 8월 13일 서울시 행정구역 확장에 따라 경기도 시흥군 동면 구로리, 도림리, 번대방리가 편입되었다.[3] 이때 편입된 도림리는 "신도림리"라 하였다.

| 대통령령 제159호 |                                     |
| 구 행정구역 | 신 행정구역                         |
| 시흥군 동면 구로리, 도림리, 번대방리 | 영등포구 구로리, 신도림리, 번대방리 |
| (변동없음) 당산동, 당산동1~6가, 도림동, 사옥동1~6가, 신길동, 양평동1~6가, 양화동, 여의도동, 영등포동, 영등포동1~8가, 노량진동, 상도동, 상도1동, 본동, 흑석동, 동작동, 대방동 |                                     |
- 1950년 3월 15일 리를 모두 동으로 고쳤다.

| 서울특별시 조례 제10호 |                                     |
| 구 행정구역 | 신 행정구역                         |
| 영등포구 구로리, 신도림리, 번대방리 | 영등포구 구로동, 신도림동, 신대방동 |
| (변동없음) 당산동, 당산동1~6가, 도림동, 사옥동1~6가, 신길동, 양평동1~6가, 양화동, 여의도동, 영등포동, 영등포동1~8가, 노량진동, 상도동, 상도1동, 본동, 흑석동, 동작동, 대방동 |                                     |
- 1963년 1월 1일 다음 도표와 같이 인근 군 지역을 영등포구로 편입하여 구의 하위 조직으로 출장소를 두었다.[4][5]

| 법률 제1172호 | |
| 구 행정구역 | 신 행정구역 |
| 김포군 양동면 가양리, 마곡리, 등촌리, 염창리, 목동리, 화곡리, 신당리, 신정리 | 영등포구 (양동출장소, 영등포구 등촌동 소재) 가양동, 마곡동, 등촌동, 염창동, 목동, 화곡동, 신월동, 신정동                                                             |
| 김포군 양서면 내발산리, 외발산리, 송정리, 과해리, 방화리, 개화리 | 영등포구 (양서출장소 영등포구 공항동 소재) 내발산동, 외발산동, 공항동, 과해동, 방화동, 개화동, 오곡동, 오쇠동                                                        |
| 부천군 오정면 오곡리, 오쇠리 | 영등포구 (양서출장소 영등포구 공항동 소재) 내발산동, 외발산동, 공항동, 과해동, 방화동, 개화동, 오곡동, 오쇠동                                                        |
| 부천군 소사읍 항리, 온수리, 궁리, 천왕리, 오류리, 개봉리, 고척리 | 영등포구 (오류출장소, 영등포구 오류동 소재) 오류동, 고척동, 개봉동, 천왕동, 궁동, 항동, 온수동                                                                       |
| 시흥군 신동면 서초리, 방배리, 잠실리, 반포리, 양재리, 우면리, 신원리, 사당리 | 영등포구(신동출장소, 영등포구 양재동 소재) 양재동, 신원동(신원동 중 바람골, 양수리, 원터마을은 나중에 원지동이 된다), 우면동, 사당동, 방배동, 서초동, 반포동, 잠원동 |
| 시흥군 동면 시흥리, 독산리, 가리봉리, 신림리, 봉천리 | 영등포구 (관악출장소, 영등포구 시흥동 소재) 시흥동, 독산동, 가리봉동[6], 신림동, 봉천동                                                                              |
| (변동없음) 당산동, 당산동1~6가, 도림동, 문래동1~6가, 신길동, 양평동1~6가, 양화동, 여의도동, 영등포동, 영등포동1~8가, 구로동, 노량진동, 상도동, 상도1동, 본동, 흑석동, 동작동, 대방동·신대방동, 신도림동 | |
- 1967년 오류, 양동, 관악출장소를 폐지하고 구직할로 둠.
- 1973년 7월 1일 노량진동·상도동·상도1동·봉천동·본동·흑석동·동작동·사당동·대방동·신대방동·방배동·신림동이 관악구로 편입되었다.[7]

| 대통령령 제6548호 |                                                                                               |
| 구 행정구역 | 신 행정구역                                                                                   |
| 영등포구 노량진동·상도동·상도1동·봉천동·본동·흑석동·동작동·사당동·대방동·신대방동·방배동·신림동 | 관악구 노량진동·상도동·상도1동·봉천동·본동·흑석동·동작동·사당동·대방동·신대방동·방배동·신림동 |
| 영등포구 반포동·잠원동·서초동·양재동·우면동·원지동 | 성동구 반포동·잠원동·서초동·양재동·우면동·원지동                                              |
| (변동없음) 영등포구 당산동, 당산동1~6가, 도림동, 문래동1~6가, 신길동, 양평동1~6가, 양화동, 여의도동, 영등포동, 영등포동1~8가, 구로동, 가리봉동, 독산동, 시흥동, 고척동, 개봉동, 오류동, 궁동, 온수동, 천왕동, 항동, 신도림동, 염창동, 목동, 등촌동, 가양동, 마곡동, 화곡동, 신월동, 신정동, 양서출장소(내발산동, 외발산동, 공항동, 방화동, 개화동, 과해동, 오곡동, 오쇠동) |                                                                                               |
- 1973년 신동출장소 관할 양재, 남성, 서초, 잠포동이 신설된 서울시직할 영동출장소 이속,
- 서울 도심 재개발이 한창이었던 1970년대 많은 이주민들이 현재의 양천구 지역에서 무허가 판자촌을 형성하며 거주하게 되었다.
- 1975년 가리봉동을 독산동과 가리봉동으로 분동하였다.
- 1977년 9월 1일 강서구 설치[8]

| 대통령령 제8666호 | |
| 구 행정구역 | 신 행정구역 |
| 영등포구 염창동, 목동, 등촌동, 가양동, 마곡동, 화곡동, 신월동, 신정동, 양서출장소(내발산동, 외발산동, 공항동, 방화동, 개화동, 과해동, 오곡동, 오쇠동)                                                                        | 강서구 염창동, 목동, 등촌동, 화곡동, 신월동, 마곡동, 가양동, 내발산동, 외발산동, 공항동, 방화동, 개화동, 과해동, 오곡동, 오쇠동 일원 및 신정동 |
| (변동없음) 영등포구 당산동, 당산동1~6가, 도림동, 문래동1~6가, 신길동, 양평동1~6가, 양화동, 여의도동, 영등포동, 영등포동1~8가, 구로동, 가리봉동, 독산동, 시흥동, 고척동, 개봉동, 오류동, 궁동, 온수동, 천왕동, 항동, 신도림동 | |
- 1977년 가리봉동이 가리봉1·2동으로 나누어짐
- 1980년 4월 1일 아래 도표와 같이 일부 행정구역이 구로구로 분리되었다.[9] (21행정동)

| 대통령령 제9630호 |                                                                                             |
| 구 행정구역 | 신 행정구역                                                                                 |
| 영등포구 구로동, 가리봉동, 독산동, 시흥동, 고척동, 개봉동, 오류동, 궁동, 온수동, 천왕동, 항동,                               | 구로구 구로동, 가리봉동, 독산동, 시흥동, 고척동, 개봉동, 오류동, 궁동, 온수동, 천왕동, 항동 |
| 영등포구 신도림동 | 구로구 신도림동                                                                             |
| 영등포구 신도림동 | 영등포구 대림동                                                                             |
| (변동없음) 영등포구 당산동, 당산동1~6가, 도림동, 문래동1~6가, 신길동, 양평동1~6가, 양화동, 여의도동, 영등포동, 영등포동1~8가 |                                                                                             |
- 1980년 7월 1일 대림1·2동 각 일부를 대림3동으로 분동하였다.[10] (22행정동)
- 2008년 9월 1일 영등포1동·신길2동이 영등포본동으로, 영등포2·3동이 영등포동으로, 도림1·2동이 도림동으로, 문래1·2동이 문래동으로 합동되었다.[11] (18행정동)